# Rex Lease
Rex Lloyd Lease (11 de fevereiro de 1903 - 3 de janeiro de 1966) foi um ator de cinema estadunidense que iniciou sua carreira na era do cinema mudo e alcançou a era sonora e da televisão. Lease apareceu em 266 filmes entre 1924 e 1960, grande parte deles Westerns.

## Biografia
Lease nasceu em Central City, West Virginia, mas cresceu em Columbus, Ohio, e era filho de Luther Lease e Vernie Florence Lovett Lease Em 1924, foi para Hollywood, e seu primeiro filme foi A Woman Who Sinned, em 1924, para a Robertson-Cole Pictures Corporation.
Lease atuou principalemente para as companhias cinematográficas da Poverty Row, e talvez tenha vindo daí sua dificuldade em fazer maior sucesso. Tendo como especialidade os westerns, atuou em vários seriados e ao lado de vários cowboys da época, tais como Tim McCoy, Bob Steele, Roy Rogers, Johnny Mack Brown, Hoot Gibson e John Wayne, entre outros. Os filmes que merecem destaque são The Younger Generation, de 1929, de Frank Capra, The Grapes of Wrath, de 1940, e o seriado The Sign of the Wolf, de 1931.
A partir dos anos 1930, muitas vezes atuou em pequenos papéis não-creditados. A partir dos anos 1950, trabalhou, também, em algumas séries de televisão, tais como Lone Ranger, Cisco Kid, The Roy Rogers Show, The Adventures of Rin Tin Tin, entre outras.
Sua última incursão na tela foi na série de televisão The Life and Legend of Wyatt Earp, no episódio Behan's Double Game, que foi veiculado em 29 de março de 1960.

## Vida pessoal

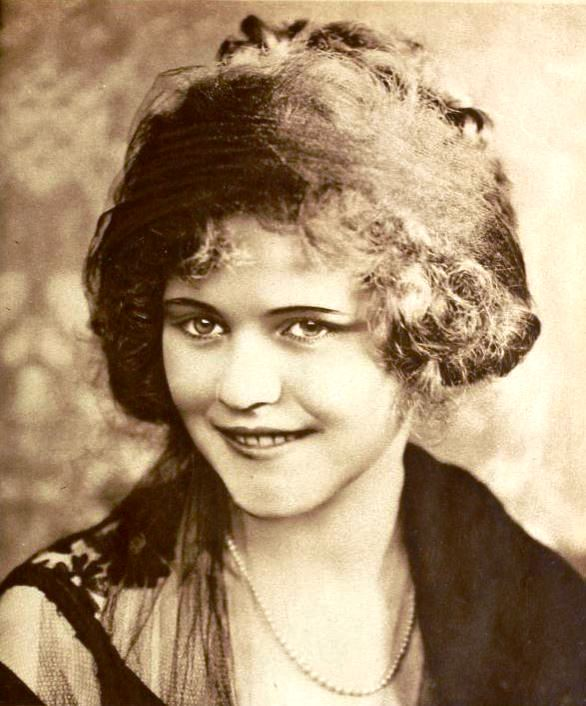
Charlotte Merriam, primeira esposa de Rex Lease.

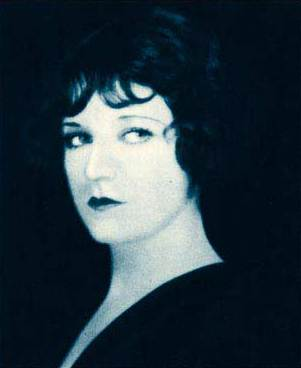
Viola Dana, uma das atrizes a ter relacionamento afetivo com Rex Lease.

Lease foi casado cinco vezes e teve uma vida amorosa movimentada. Envolveu-se em muitos relacionamentos, noivados e casamentos com personalidades de Hollywood, além de processos judiciais e uma tentativa de suicídio. No final dos anos 1920, Rex foi romanticamente ligado a atriz Viola Dana, bem como a Joan Burroughs, a filha do criador de Tarzan, Edgar Rice Burroughs. Mas ele abruptamente cancelou o romance de Burroughs e se casou com a atriz Charlotte Merriam. Foi seu primeiro casamento, e durou de 1925 a 1929.

Em julho de 1930, houve uma questão entre Lease e a dançarina Vivian Duncan. A atriz Betty Pierce cancelou o noivado de um ano com Rex em outubro de 1930. O segundo casamento de Lease foi em 8 de abril de 1931, com a  atriz Eleanor Hunt, de quem se divorciou no mesmo ano.
Em 1932, Rex e a atriz Esther Muir (divorciada de Busby Berkeley) anunciaram um envolvimento, porém não chegaram a se casar.
Em 1935, casou em Yuma, Arizona, com Elsa Roberts (não uma atriz) e sua turbulenta relação terminou em um divórcio em maio de 1936. Em outubro de 1936, teve uma tentativa de suicídio. Os jornais noticiaram: "Rex Lease, thrice married cowboy film actor who slashed his wrist with a knife ... Lease was despondent because he had been out of work for some time and because his third wife, Elsa, divorced him last May".
Em 1938, casou com Isabelle “Belle” Riehle e se divorciaram em meados de década de 1950. Tiveram dois filhos, Gary Lloyd Lease (1940-2008) e Richard Lloyd Lease (1941-1967).
A biografia de Lease feita por Bill Russell indica um terceiro casamento, em meados de 1950, com a viúva de Ralph Ince, Helen Tigges, da qual também se divorciou.

## Morte
Lease morreu em sua residência, no 6252 Mary Ellen Ave., em Van Nuys, Califórnia, aos 62 anos.

## Filmografia parcial
- A Woman Who Sinned (1924)
- Easy Money (1925)
- The Last Edition (1925)
- The Mystery Pilot (seriado, 1926)
- Heroes of the Night (1927)
- Riders of the Dark (1928)
- The Law of the Range (1928)
- Two Sisters (1929)
- The Younger Generation (1929)
- The Utah Kid (1930)
- Wings of Adventure (1930)
- The Sign of the Wolf (seriado, 1931)
- In Old Cheyenne (1931)
- Chinatown After Dark (1931)
- The Monster Walks (1932)
- The Lone Trail (1932)
- Rough Riding Ranger (1935)
- Custer's Last Stand (seriado, 1936)
- Ten Laps to Go (1936)
- The Amazing Exploits of the Clutching Hand (1936)
- Cavalcade of the West (1936)
- The Silver Trail (1937)
- Heroes of the Alamo (1937)
- S.O.S. Coast Guard (não-creditado, seriado, 1937)
- The Mysterious Pilot (seriado, 1937)
- Code of the Rangers (1938)
- Desert Patrol (1938)
- The Lone Ranger Rides Again (seriado, 1939)
- Under Texas Skies (1940)
- The Trail Blazers (1940)
- Lone Star Raiders (1940)
- The Shadow (seriado, não-creditado, 1940)
- The Grapes of Wrath (não-creditado, 1940)
- A Chump at Oxford (não-creditado, 1940)
- Outlaws of Cherokee Trail (1941)
- Bad Man of Deadwood (1941)
- In Old California (1942)
- The Pride of the Yankees (não-creditado, 1942)
- The Silver Bullet (1942)
- Daredevils of the West (não-creditado, 1943)
- The Tiger Woman (não-creditado, seriado, 1944)
- Raiders of Ghost City (seriado, não-creditado, 1944)
- Flame of Barbary Coast (1945)
- Dakota (1945)
- Federal Operator 99 (1945)
- The Phantom Rider (seriado, 1946)
- King of the Forest Rangers (seriado, 1946)
- The Crimson Ghost (seriado, 1946)
- The Perils of Pauline (1947)
- Letter from an Unknown Woman (1948)
- The Gallant Legion (1948)
- Singing Guns (1950)
- Copper Canyon (1950)
- Curtain Call at Cactus Creek (1950)
- Pals of the Golden West (1951)
- Abbott and Costello Meet Captain Kidd (1952)
- Shadows of Tombstone (1953)
- Calamity Jane (1953)
- Money from Home (1953)
- Perils of the Wilderness (seriado, 1956)
- The Gazebo (1959)